# Маїк Олег Васильович
Олег Васильович Маїк (нар. 23 жовтня 1994, Добротвір, Кам'янка-Бузький район, Львівська область) — український футболіст, нападник.

## Біографія

### Ранні роки
Олег Маїк народився в містечку Добротвір, розташованому в Кам'янка-Бузькому районі Львівської області.
Футболом Олег почав займатись у Львові в УФК «Львів» під керівництвом відомого українського фахівця Миколи Івановича Дударенка, який виховав багатьох відомих гравців.

### «Львів»
У футбольну школу ФК «Львів» Маік потрапив у 2009 році. Там він виступав спочатку на позиції центрального півзахисника, але потім змінив амплуа на нападника, адже, за зізнанням самого Олега, йому дуже подобалося забивати голи.
Уже із сезону 2010/11 молодого форварда почали підпускати до матчів першої команди, де він провів шість матчів у першій лізі України, щоправда, у всіх поєдинках виходив на поле на заміну, а «Львів» завершив сезон на четвертій сходинці в турнірній таблиці, зупинившись у парі кроків від повернення в Прем'єр-лігу.

### «Динамо» (Київ)
Майстерність юного нападника не залишилася без уваги, і 11 липня 2011 року Маїк уклав трирічний контракт з київським «Динамо». Дебют за молодіжну команду «Динамо» у молодого нападника відбувся 15 липня 2011 року в матчі з однолітками з ПФК «Олександрії». Усього ж у першому своєму сезоні в «Динамо» за молодіжну команду Олег провів 14 матчів і забив два м'ячі.
У наступному сезоні 2012/13 результативність Маїка значно зросла. Він забив вісім голів у 22 матчах за «молодіжку» і три голи в п'яти матчах у чемпіонаті U-19. Загалом у тому сезоні Олег забив два дублі — у ворота «Таврії» та «Іллічівця». Особливо значущими для команди стали два голи в Маріуполі, які допомогли динамівцям здобути вольову перемогу — 3:2.
Улітку 2013 року тренер «молодіжки» Олександр Хацкевич очолив другу динамівську команду, що грала в Першій лізі. З собою він взяв низку гравців, зокрема й Маїка. Там футболіст провів три роки, але до першої команди не пробився. Дебют за дуубль відбувся 14 липня 2013 року в матчі Першої ліги проти «Десни» (0:0). У своєму першому сезоні за «Динамо-2» він провів 23 матчі та забив 1 гол, увійшовши до символічної молодіжної збірної Першої ліги. У сезоні 2015/16 Маїк був одним із ключових гравців команди, зігравши 22 матчі та провівши на полі 1531 хвилину. Загалом за три сезони (2013—2016) нападник провів 68 матчів у чемпіонаті та відзначився 2 голами. Після ліквідації «Динамо-2» у липні 2016 року Маїк залишив систему «Динамо».

### Подальша кар'єра
У липні 2016 року Олег став гравцем «Черкаського Дніпра», де виступав у сезоні 2016/17, провівши 12 матчів у чемпіонаті, але жодного разу не відзначився забитим голом. 21 квітня 2017 року контракт Маїка з «Черкаським Дніпром» було розірвано за обопільною згодою сторін.
У 2017—2018 роках грав у Польщі за клуби нижчих дивізіонів «Дрвенца» та «Котвиця». За словами Маїка, він зіткнувся з упередженим ставленням до українців у Польщі.
У липні 2018 року підписав контракт з «Вересом», де провів сезон 2018/19, зігравши 24 поєдинки і забивши 4 м'ячі у Першій лізі.
У липні 2019 року приєднався до «Минаю», який виступав у Першій лізі України. У єдиному для себе сезоні у клубі вийшов на поле 17 разів і відзначився 2 голами в матчах Першої ліги України.
У 2021 році грав за аматорські клуби «Куликів» та Новояричівської ТГ. У 2022—2023 роках виступав за «Темп» (Відники), з яким виграв благодійний турнір Бібрської територіальної громади, забивши два голи у фінальному матчі проти «Патріота» (Підгородище).

## Збірна
З 2011 по 2012 рік Маїк виступав за юнацькі збірні України різних вікових категорій. У 2014 році Маїк зіграв свій єдиний матч за юнацьку збірну України (U-20) у грі проти Італії, вийшовши на заміну замість Олексія Хобленка.